# فرودگاه شهری کورو
فرودگاه شهری کورو (به انگلیسی: Cuero Municipal Airport) یک فرودگاه همگانی با کد یاتا T71 است که یک باند فرود آسفالت دارد و طول باند آن ۱۵۳۰ متر است. این فرودگاه در شهر کورو، تگزاس کشور ایالات متحده آمریکا قرار دارد و در ارتفاع ۶۵ متری از سطح دریا واقع شده‌است.